# روي هاينز
روي هاينز (بالإنجليزية: Roy Haynes)‏ (13 مارس 1925 - 12 نوفمبر 2024)، هو عازف جاز وطبال أمريكي، ولد في 13 مارس 1925 في بوسطن في الولايات المتحدة. يُعَدّ من أكثر عازفي الطبول تسجيلًا في تاريخ الجاز. على مدى مسيرة فنية امتدت لأكثر من ثمانية عقود، عزف موسيقى السوينغ، البيبوب، الجاز المدمج، والجاز الطليعي. ويُعتبر من رواد عزف الطبول في موسيقى الجاز.

## وصلات خارجية
- روي هاينز على موقع IMDb (الإنجليزية)
- روي هاينز على موقع ميوزك برينز (الإنجليزية)
- روي هاينز على موقع أول ميوزيك (الإنجليزية)
- روي هاينز على موقع ديسكوغز (الإنجليزية)